# Gehad Grisha
Gehad Grisha (Arabisch: جهاد جريشة) (Caïro, 29 februari 1976) is een Egyptisch voetbalscheidsrechter. Hij is sinds 2008 aangesloten bij de wereldvoetbalbond FIFA. Ook leidt hij wedstrijden in de Egyptische nationale competitie en is hij een scheidsrechter bij de Afrikaanse voetbalbond.
Grisha leidde reeds wedstrijden in de CAF Confederation Cup (2011, 2013 en 2014) en de CAF Champions League (waaronder duels in 2010, 2011, 2012, 2013 en 2014). Een van zijn eerste wedstrijden op internationaal clubniveau leidde hij op 28 februari 2010 in de voorronde van de Champions League. Deze wedstrijd tussen het Libische Al Ahly Benghazi en het Malinese Djoliba AC eindigde in een 0–0 gelijkspel; Grisha deelde drie gele kaarten uit. Hij werd in 2012 aangesteld voor de halve finale van de CAF Confederation Cup van dat jaar tussen Al-Hilal en Djoliba AC (2–0, drie gele kaarten). In september 2014 stelde de CAF Grisha aan als arbiter voor de halve finale van de CAF Champions League. Hij deelde in het duel (3–2 overwinning van TP Mazembe op ES Sétif) vier kaarten uit.
Gehad Grisha maakte zijn debuut in het interlandvoetbal op 3 september 2011 in een kwalificatiewedstrijd voor het Afrikaans kampioenschap voetbal 2012 tussen Rwanda en Ivoorkust (0–5, drie gele kaarten). De CAF stelde hem aan voor het duel op het kampioenschap tussen Ivoorkust en Burkina Faso (2–0). Sinds 2011 leidde Grisha geregeld interlands en was hij met name actief in diverse kwalificatietoernooien. Hij leidde in 2012 twee duels op de Arab Nations Cup. In december 2014 werd Grisha geselecteerd als een van de arbiters voor het Afrikaans kampioenschap voetbal 2015 in Equatoriaal-Guinea. Op 18 januari 2015 leidde hij de groepswedstrijd tussen Zambia en Congo-Kinshasa, die eindigde in een 1–1 gelijkspel. Ook werd hij aangesteld voor de troostfinale, gespeeld op 7 februari, tussen – wederom – Congo en gastland Equatoriaal-Guinea. In de zomer van 2015 was Grisha aanwezig op het wereldkampioenschap voetbal onder 20 in Nieuw-Zeeland, waar hij onder meer de Afrikaanse achtste finale tussen Ghana en Mali leidde. In de groepsfase was hij de scheidsrechter bij de wedstrijd tussen Oostenrijk en Panama (2–1), waarin hij tweemaal een rode kaart gaf aan een Panamees en daarnaast Oostenrijk twee strafschoppen toekende, die beide gemist werden. De Seychelse arbiter Bernard Camille ondersteunde Grisha in de knock-outfase van het toernooi als vierde official.

## Interlands
| Datum            | Wedstrijd                           | Uitslag | Competitie              | Kreeg geel | Kreeg voor de tweede keer geel en dus rood | Weggestuurd |
| ---------------- | ----------------------------------- | ------- | ----------------------- | ---------- | ------------------------------------------ | ----------- |
| 3 september 2011 | Rwanda – Ivoorkust                  | 0 – 5   | Kwalificatie AK 2012    | 3          | 0                                          | 0           |
| 8 oktober 2011   | Ethiopië – Madagaskar               | 4 – 2   | Kwalificatie AK 2012    | 0          | 0                                          | 0           |
| 26 januari 2012  | Ivoorkust – Burkina Faso            | 2 – 0   | Afrikaans kampioenschap | 5          | 0                                          | 0           |
| 11 februari 2012 | Ghana – Mali                        | 0 – 2   | Afrikaans kampioenschap | 4          | 1                                          | 0           |
| 3 juni 2012      | Angola – Oeganda                    | 1 – 1   | Kwalificatie WK 2014    | 2          | 0                                          | 0           |
| 9 juni 2012      | Marokko – Ivoorkust                 | 2 – 2   | Kwalificatie WK 2014    | 4          | 0                                          | 0           |
| 22 juni 2012     | Saoedi-Arabië – Koeweit             | 4 – 0   | Arab Nations Cup        | 5          | 0                                          | 1           |
| 3 juli 2012      | Saoedi-Arabië – Libië               | 0 – 2   | Arab Nations Cup        | 3          | 0                                          | 0           |
| 14 oktober 2012  | Kameroen – Kaapverdië               | 2 – 1   | Kwalificatie AK 2013    | 7          | 0                                          | 0           |
| 25 januari 2013  | Zambia – Nigeria                    | 1 – 1   | Afrikaans kampioenschap | 5          | 0                                          | 0           |
| 8 juni 2013      | Gabon – Congo-Brazzaville           | 0 – 0   | Kwalificatie WK 2014    | 0          | 0                                          | 0           |
| 8 september 2013 | Kenia – Namibië                     | 1 – 0   | Kwalificatie WK 2014    | 2          | 0                                          | 0           |
| 11 januari 2014  | Zuid-Afrika – Mozambique            | 3 – 1   | African Championship    | 1          | 0                                          | 0           |
| 21 januari 2014  | Ethiopië – Ghana                    | 0 – 1   | African Championship    | 6          | 0                                          | 0           |
| 6 september 2014 | Niger – Kaapverdië                  | 1 – 3   | Kwalificatie AK 2015    | 0          | 0                                          | 0           |
| 15 november 2014 | Congo-Brazzaville – Nigeria         | 0 – 2   | Kwalificatie AK 2015    | 5          | 0                                          | 0           |
| 18 januari 2015  | Zambia – Congo-Kinshasa             | 1 – 1   | Afrikaans kampioenschap | 3          | 0                                          | 0           |
| 7 februari 2015  | Congo-Kinshasa – Equatoriaal-Guinea | 0 – 0   | Afrikaans kampioenschap | 2          | 0                                          | 0           |
| 17 november 2015 | Kameroen – Niger                    | 0 – 0   | Kwalificatie WK 2018    | 1          | 0                                          | 0           |
| 29 januari 2016  | Egypte – Libië                      | 2 – 0   | Vriendschappelijk       | 3          | 0                                          | 0           |
| 30 augustus 2016 | Egypte – Guinee                     | 1 – 1   | Vriendschappelijk       | 4          | 0                                          | 0           |
| 9 oktober 2016   | Zambia – Nigeria                    | 1 – 2   | Kwalificatie WK 2018    | 2          | 0                                          | 0           |
| 14 januari 2017  | Gabon – Guinee-Bissau               | 1 – 1   | Afrikaans kampioenschap | 2          | 0                                          | 0           |